# Осман (селище)
Осма́н (рос. Осман) — селище у складі Новокузнецького району Кемеровської області, Росія. Входить до складу Кузедеєвського сільського поселення.

## Населення
Населення — 84 особи (2010; 70 у 2002).
Національний склад (станом на 2002 рік):
- росіяни — 92 %